# Reus Alegre
Reus Alegre: semanario humorístico y literario va ser una publicació satírica reusenca que sortí l'any 1891.

## Història
Tot i el seu lema, queda lluny d'un setmanari humorístic. Publica alguna notícia amb certa gràcia, però es dedica sistemàticament a criticar l'ajuntament, en les seves decisions o comportaments, sempre des d'una perspectiva conservadora. La publicació apareix quan els conservadors perden l'alcaldia a la ciutat. Es mantindrà en una línia moralista i de legalitat barata, que li serveix de pretext per la manca d'humor i de sàtira en el seu contingut.
En el seu contingut literari, inclou gran quantitat de poesies i textos, però la seva qualitat és bastant pobra.
El periodista i historiador reusenc Gras i Elies diu: "Otro semanario que salió de la imprenta de Sabater y fue de poca duración".

## Aspectes tècnics
Cada número tenia setze pàgines. S'imprimia a la Impremta de Sabater, després a la d'Eduard Navàs i finalment a la de Pere Bofarull, i tenia la redacció al carrer de les Galanes núm. 47. El preu era de 10 cèntims. El director va ser Pau Valls Gavaldà, i els articles anaven signats amb pseudònims. Sortia els diumenges. A partir del número 7 sortia els dissabtes. Se'n coneixen 7 números, del 15 de març al 13 de juny de 1891. Tenia capçalera mixta, amb l'escut de la ciutat i els textos eren en català i castellà.

## Localització
- Biblioteca Central Xavier Amorós.[3]